# کاتسوئه میوا
کاتسوئه میوا (انگلیسی: Katsue Miwa؛ ‏زادهٔ ۱۲ اکتبر ۱۹۴۳ – درگذشتهٔ ۱۹ ژوئن ۲۰۲۴) صداپیشه اهل ژاپن بود.

## انیمه‌ها
- ماجراهای تام سایر
- بچه‌های مدرسه والت (نینو)
- دورایمون (پرمن)
- دورورو (کو سوکورو)
- دراگون بال (پسر)
- دختر جهنمی (مومو)
- ماجراجویی‌های شگفت‌انگیز نیلز (استاپر)
- وان پیس (لیل)
- سرزمین آدم‌کوچولوها (مونیکا)
- مومین‌ها (گائوگائو)
- یو-گی-او (ماکوبا کایبا)
- داستان‌های اندرسن (جوجه اردک زشت)
- دکتر اسلامپ (گنجشک)
- دارکوب زبله (دارکوب زبله)
- پاتالیرو! (مری جین)